# Сюй Цзаоцзао
Сюй Цзаоцзао — китаянка, которая выступает за разрешение заморозить свои собственные яйцеклетки. Она известная защитница репродуктивных прав и телесной автономии одиноких женщин. В 2019 году она подала иск после того, как больница в Пекине отказалась заморозить её яйцеклетки, но в июле 2022 года её дело было отклонено пекинским судом. Её случай широко освещался в Китае, где права женщин становятся все более важной темой, а снижение рождаемости вызывает обеспокоенность. В ноябре 2023 года она была включена в список 100 женщин Би-би-си.

## Адвокация
В 2018 году, когда ей было 30 лет, Сюй обратилась в государственную больницу в Пекине с просьбой заморозить её яйцеклетки, чтобы иметь возможность родить детей позже. Но после первоначальной проверки ей сказали, что она не может продолжить процедуру без свидетельства о браке. Согласно решению суда, которое она получила в 2022 году, больница утверждала, что заморозка яйцеклеток представляет определённые риски для здоровья, и поэтому услуги по заморозке яйцеклеток доступны только женщинам, которые не могут забеременеть без помощи заморозки яйцеклеток, а не здоровым пациенткам. В 2019 году Сюй подала иск против пекинской больницы, утверждая, что она нарушила её личные права. Сюй утверждала, что больница допустила дискриминацию в отношении женщин, нарушила её личные права и соответствующие законы, касающиеся гендерного равенства и запрета всех форм дискриминации в отношении женщин, отказавшись заморозить яйцеклетки одиноких женщин. Дело было передано в суд в декабре 2019 года; однако из-за сложного взаимодействия медицинских, юридических и этических соображений в отношении заморозки яйцеклеток судья не смог вынести решение. Суд отклонил доводы Сюй в июле 2022 года после повторного слушания дела на закрытом заседании в сентябре 2021 года; однако Сюй решила подать апелляцию. В 2023 году она была включена в список 100 женщин Би-би-си.